# Arjun Rampal

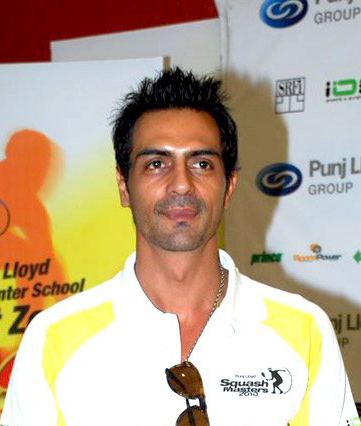
Arjun Rampal en los Premios de Toda la India Campeonato de Squash de función

Arjun Rampal (Hindi: अर्जुन रामपाल), nacido el 26 de noviembre de 1972, es un galardonado actor indio que aparece en las películas de Bollywood, así como un modelo de moda.

## Carrera cinematográfica

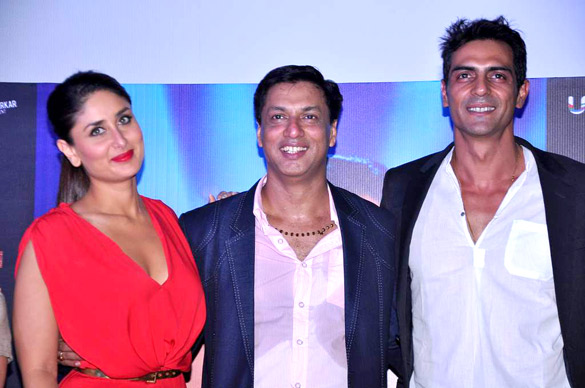
Arjun Rampal (derecha)

Su primer debut - Moksha fue lanzado en 2001 y fue dirigido por Ashok Mehta. Sin embargo, esta película fue estrenada después de su segunda película, Pyaar Ishq Aur Mohabbat, en la que apareció con Sunil Shetty y Aftab Shivdasani. Aunque ambas películas no tuvieron un buen desempeño en la taquilla, sus actuaciones en las dos películas fueron alabados por la crítica. En 2002, ganó el Premio de la Academia Internacional de Cine de la India para la cara del año.
Desde su debut, ha trabajado constantemente en las películas, algunas con éxito y otras no. Él también ha aparecido en las tentaciones 2004 de conciertos con estrellas Shahrukh Khan, Rani Mukerji, Saif Ali Khan, Preity Zinta, y Priyanka Chopra.
En 2006 hizo una aparición extendida en el multi-protagonizada por Kabhi Alvida Naa Kehna y desempeñó un papel de apoyo en Don - The Chase Begins Una vez más, una nueva versión del 1978 protagonizada por Amitabh Bachchan Don. Rampal puso el papel de Jasjit que fue interpretado por Pran en la versión original. Y esta película, al igual que la versión original resultó ser un gran éxito.
Entonces decidió a producir, así como actuar en la película I See You (2006) que dio a conocer el 29 de diciembre de 2006. Arjun se produce con su propia compañía de producción, Chasing Ganesha Films. Su esposa, Mehr Jesia, fue el coproductor. La película fue protagonizada por Rampal, Agarwal Vipasha, Sonali Kulkarni y Boman Irani. Bollywood Shahrukh Khan y los actores Hrithik Roshan hecho cameos en la película. I See You fue rodada íntegramente en Londres. La película recibió malas críticas y fue un fracaso en la taquilla. Él, sin embargo, recibió críticas positivas por su papel de villano en Om Shanti Om, de Farah Khan (2007), que se convirtió en uno de los mayores éxitos en la historia de Bollywood. Y su mayor éxito hasta la fecha. También ganó varios premios por la película.

## Vida personal
Arjun Rampal nació en Jabalpur, en Madhya Pradesh, India el 26 de noviembre de 1972 a una familia de Nueva Delhi. El nombre su padre es Amarjeet Rampal y el nombre de su madre es Gwen Rampal. Arjun junto con su hermana asistió a la Escuela Internacional de Kodaikanal situado en las colinas de Palani en Tamil Nadu. Su madre era una maestra en la escuela en el momento. Arjun llegó a completar su licenciatura en Economía de la Universidad hindú
 de Nueva Delhi. La actriz Kim Sharma es su prima.

Arjun Rampal se casó con la ex Miss India y la supermodela Mehr Jesia y tienen dos hijas, Mahikaa, nacida el 17 de enero de 2002 y Myra, nacida junio de 2005.

## Filmografía
- 2001: Pyaar Ishq Aur Mohabbat, de Rajiv Rai].
- 2001: Deewaanapan de Ashu Trikha.
- 2001: Moksha: Salvation de Ashok Mehta.
- 2002: Aankhen, de Vipul Amrutlal Shah.
- 2002: Dil Hai Tumhaara, de Kundan Shah.
- 2003: Dil Ka Rishta, de Naresh Malhotra.
- 2003: Tehzeeb de Khalid Mohamed.
- 2004: Asambhav, de Rajiv Rai.
- 2005: Vaada, de Satish Kaushik.
- 2005: Elaan, de Vikram Bhatt.
- 2005: Yakeen, de Girish Dhamija.
- 2005: Ek Ajnabee, de Apoorva Lakhia.
- 2006: Humko Tumse Pyaar Haij, de Bunty Soorma.
- 2006: Darna Zaroori Hai.
- 2006: Don (film, 2006)|Don de Farhan Akhtar.
- 2006: I See You, de Vivek Agrawal.
- 2006: Kabhi Alvida Naa Kehna de Karan Johar.
- 2007: Om Shanti Om, de Farah Khan.
- 2008: The Last Lear de Rituparno Ghosh.
- 2008: EMI de Saurabh Kabra.
- 2008: Rock On!! de Abhishek Kapoor.
- 2009: Meridian Lines de Venod Mitra.
- 2009: Fox de Deepak Tijori.
- 2010: We Are Family de Sidharth Malhotra.
- 2010: Housefull de Sajid Khan.
- 2010: Raajneeti de Prakash Jha.
- 2011: Familywala
- 2011: Ra.One